# Eneas Silvio

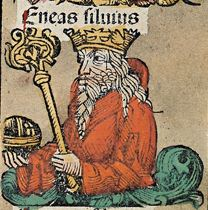
Eneas Silvio en las Crónicas de Núremberg

Eneas Silvio (se dice que reinó entre 1110 y 1079 a. C.) es hijo de Silvio, en algunas versiones nieto de Ascanio y bisnieto, nieto o hijo de Eneas. Es el tercero en la lista de los reyes míticos de Alba Longa en el Lacio, y los Silvios lo consideraban el fundador de su casa. Dionisio de Halicarnaso le atribuye un reinado de 31 años. Ovidio no lo menciona entre los reyes albanos. Según Livio y Dionisio, el heredero de Eneas Silvio se llamaba Latino Silvio.
| Predecesor: Silvio | Rey de Alba Longa 1110-1079 a. C. | Sucesor: Latino Silvio |